# Bieszczadzki
Bieszczadzki là một huyện thuộc tỉnh Podkarpackie của Ba Lan. Huyện có diện tích 1139 km². Đến ngày 1 tháng 1 năm 2011, dân số của huyện là 21990 người và mật độ 19 người/km².